# 中島朗洋
中島朗洋（なかしま あきひろ、1971年3月17日 - ）は日本の財務官僚。財務省では主計局総務課企画係での勤務が長く、石破内閣では石破内閣総理大臣の秘書官（事務担当）を務めた。

## 来歴
兵庫県出身。一橋大学経済学部を卒業し、1993年 大蔵省に入省。入省時の成績は同期内でも最も高かった1人だという。大臣官房文書課に法令審査官補として配属。同期に玉木雄一郎、木原誠二、小森卓郎、永田寿康、吉野維一郎、植松利夫、今村英章、竹中治堅らがいる。法令審査官として省内各局の法令のチェックに従事した。1年目は国際局を担当。2年目は主税局を担当。阪神・淡路大震災の被災者支援の税制の特例を設ける法令案をチェックした。
主計局調査課調査第一係長、主計局法規課長補佐兼主計局総務課企画係長、主計局法規課長補佐となり、2001年1月6日に財務省主計局法規課長補佐。
同年7月 青森県健康福祉部高齢福祉保険課長。介護保険、医療保険、高齢者福祉の司令塔役となった。3年目からは同県総務部財政課長となり、予算編成や県議会との調整に従事。
2008年7月 主計局主計官補佐（公共事業総括、第一、二係主査）。道路予算を査定するとともに公共事業予算全体の調整の役割を担った。2009年7月 主計局総務課長補佐（企画係主査）。2度の当初予算と3度の補正予算の取りまとめを担当。
2013年6月28日から麻生財務大臣秘書官（事務担当）兼内閣官房（国務大臣秘書官（事務担当））。
2016年7月19日に主計局調査課長となり、その後は主計局主計官（文部科学担当）、主計局主計官（国土交通、公共事業担当）を経て、2020年7月20日に主計局主計官兼主計局総務課（企画担当）。2021年7月8日 大臣官房文書課長。
2022年6月24日 内閣官房内閣審議官（内閣官房副長官補（内政担当）付）兼内閣官房新しい資本主義実現本部事務局次長兼内閣官房就職氷河期世代支援推進室次長兼内閣官房全世代型社会保障構築本部事務局審議官。2024年7月5日 主計局次長（末席）。
同年10月1日 石破内閣総理大臣秘書官（事務担当）。
矢野康治と同じ一橋大学経済学部の学派であり、ともにゴリゴリの財政再建論者だとされている。

## 略歴
- 1993年4月：大蔵省入省（大臣官房文書課の法令審査官補）。
- 1997年7月：主計局調査課調査第一係長[8]。
- 1999年7月：主計局法規課長補佐 兼 主計局総務課企画係長[2][3]。
- 2000年7月：主計局法規課長補佐。
- 2001年1月6日：財務省主計局法規課長補佐。
- 2001年7月：青森県健康福祉部高齢福祉保険課長。
- 2003年4月：青森県総務部財政課長。
- 2004年7月：内閣官房総理大臣官邸事務所（内閣総理大臣秘書官補）。
- 2005年7月：主計局主計官補佐（公共事業第四係主査）。
- 2007年7月：主計局主計官補佐（文部科学第一、二係主査）。
- 2008年7月：主計局主計官補佐（公共事業総括、第一、二係主査）。
- 2009年7月：主計局総務課長補佐（企画係主査）。
- 2011年7月：イギリス王立国際問題研究所研究員。
- 2013年6月28日：麻生財務大臣秘書官（事務担当） 兼 内閣官房（国務大臣秘書官（事務担当））。
- 2016年7月19日：主計局調査課長。
- 2017年7月10日：主計局主計官（文部科学担当）。
- 2019年7月9日：主計局主計官（国土交通、公共事業担当）。
- 2020年7月20日：主計局主計官 兼 主計局総務課（企画担当）。
- 2021年7月8日：大臣官房文書課長。
- 2022年6月24日：内閣官房内閣審議官（内閣官房副長官補（内政担当）付） 兼 内閣官房新しい資本主義実現本部事務局次長 兼 内閣官房就職氷河期世代支援推進室次長 兼 内閣官房全世代型社会保障構築本部事務局審議官。
- 2024年7月5日：主計局次長（末席）。
- 2024年10月1日：石破内閣総理大臣秘書官（事務担当）。